# 19769 Dolyniuk
19769 Dolyniuk (2000 OP18) là một tiểu hành tinh vành đai chính được phát hiện ngày 23 tháng 7 năm 2000 bởi nhóm nghiên cứu tiểu hành tinh gần Trái Đất phòng thí nghiệm Lincoln ở Socorro.